# Oblast de Penza
O oblast de Penza (russo:  Пе́нзенская о́бласть, tr. Pénzenskaia óblast) é uma divisão federal da Federação da Rússia (um oblast). O seu centro administrativo é a cidade de Penza. De acordo com o censo populacional de 2010, a sua população era de 1 386 186 habitantes.

## Geografia

### Rios Principais
O Oblast de Penza tem mais de 3.000 rios; o comprimento total é de 15.458 km. Os maiores rios são:
- Sura
- Moksha
- Khopyor
- Penza

### Fauna
Existem 316 espécies de vertebrados na região, incluindo:
- cerca de 10 espécies de anfíbios;
- cerca de 200 espécies de pássaros;
- cerca de 8 espécies de répteis;
- cerca de 68 espécies de mamíferos;

Sete espécies de mamíferos existentes já foram aclimatadas em terra: o vison americano, o rato almiscarado, o cão-guaxinim, o javali, o veado siberiano, o veado vermelho e o veado Sika. Paralelamente, foram realizados trabalhos para reintroduzir a marmota das estepes da floresta, o castor da Eurásia e o desman russo (uma espécie de toupeira que se assemelha a um rato almiscarado).
Nas águas do Oblast de Penza, existem cerca de 50 espécies de peixes. O maior corpo de água - o reservatório de Sursko - abriga cerca de 30 espécies. As espécies comerciais incluem sargos, sargos prateados, lúcios, ide e bagres. Nos rios e lagoas pequenas vivem baratas, percas, carpas e lúcios. O peixe mais valioso que pode ser encontrado nas águas naturais é o esterlino.

## História
O centro regional de Penza foi construído em 1663 como uma fortaleza russa na fronteira dos Campos Selvagens, embora evidências da presença de assentamentos mais antigos tenham sido encontrados na cidade moderna.
A província de Penza foi estabelecida dentro do governadorado de Kazan em 1718. Tornou-se um governadorado separado de Penza em 15 de setembro de 1780, que existiu até 5 de março de 1797, quando foi dissolvida e incorporada ao governadorado de Saratov. A governadoria de Penza foi restabelecida em 9 de setembro de 1801 e existiu até 1928. Entre 1928 e 1937, o território da antiga governadoria passou por uma série de transformações administrativas, terminando como parte do Oblast de Tambov em 1937. Em 4 de fevereiro de 1939 , a moderna Penza Oblast foi estabelecida [4] dividindo-se a partir de Tambov Oblast. Em março de 1939, o Comitê do Oblast de Penza do PCUS foi formado, o primeiro secretário do comitê sendo Alexander Kabanov.

## Economia
O Oblast de Penza faz parte da região econômica do Volga. O oblast é um dos principais produtores russos de trigo, centeio, aveia, painço, trigo sarraceno, cereais e forragens, vegetais, batata, mostarda e carne.

## Política
Durante o período soviético, a alta autoridade no oblast era compartilhada por três pessoas: o primeiro secretário do Comitê do PCUS de Penza (que na realidade tinha a maior autoridade), o presidente do oblast soviético (poder legislativo) e o presidente do o Comitê Executivo do oblast (poder executivo). Desde 1991, o PCUS perdeu todo o poder e o chefe da administração do Oblast, e eventualmente o governador foi nomeado / eleito juntamente com o parlamento regional eleito.
A Carta do Oblast de Penza é a lei fundamental da região. A Assembleia Legislativa do Oblast de Penza é o órgão legislativo (representativo) permanente da província. A Assembleia Legislativa exerce a sua autoridade aprovando leis, resoluções e outros atos jurídicos e supervisionando a implementação e observância das leis e outros atos jurídicos por ela aprovados. O órgão executivo mais alto é o Governo do Oblast, que inclui órgãos executivos territoriais, como administrações distritais, comitês e comissões que facilitam o desenvolvimento e administram os assuntos do dia a dia da província. A administração do Oblast apóia as atividades do governador, que é o mais alto funcionário e atua como garante da observância da Carta do oblast de acordo com a Constituição da Rússia.

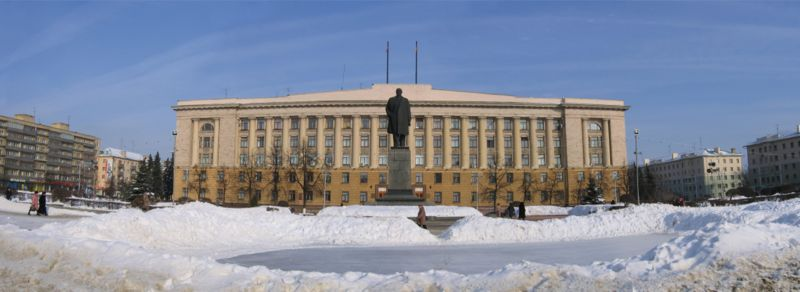
Sede do governo do Oblast de Penza.

## Religião
De acordo com uma pesquisa de 2012, 62,9% da população do Oblast de Penza adere à Igreja Ortodoxa Russa, 2% são cristãos genéricos não afiliados, 1% são crentes cristãos ortodoxos sem pertencer a igrejas ou membros de igrejas ortodoxas não russas, e 7% são muçulmanos. Além disso, 15% da população se declara "espiritual, mas não religiosa", 9% é ateísta e 3,1% segue outras religiões ou não deu resposta à pergunta.